# Elimane Coulibaly
Elimane Coulibaly (Dakar, 15 maart 1980) is een Senegalees-Belgisch voetbalcoach en voormalig voetballer.

## Spelerscarrière

### Eerste jaren
Toen Coulibaly naar België emigreerde, had hij aanvankelijk niet de ambitie om voetballer te worden. Hij werd pas prof op z'n 25ste, nadat hij enkele jaren (voornamelijk om zijn integratie te bevorderen) in de provinciale reeksen actief was geweest, bij KFC Oostakker, SKV Oostakker en KVK Ninove.
In de zomer van 2005 belandde hij bij de toenmalige tweedeklasser KMSK Deinze, waar hij al snel geblesseerd raakte. Hij had toen wel al vier goals gemaakt in amper zes wedstrijden. Pas in zijn tweede seizoen kon hij er doorbreken. Hij scoorde er in twee seizoenen vijftien keer in 36 wedstrijden.

### KV Kortrijk
Na twee seizoenen bij Deinze stapte Coulibaly over naar het West-Vlaamse KV Kortrijk. Zijn eerste seizoen bij Kortrijk verliep nogal stroef, hij maakte slechts vijf goals in 27 wedstrijden. Kortrijk slaagde er dat jaar wel in om te promoveren naar de hoogste afdeling. Het seizoen 2008-2009 werd het seizoen van de doorbraak voor Coulibaly, onder meer dankzij zijn elf doelpunten kon Kortrijk zich handhaven in Eerste Klasse.

### KAA Gent
Coulibaly wekte de interesse op van KAA Gent, en in de zomer van 2009 ondertekende hij er een contract voor drie jaar.
Hij fungeerde vooral als back-up voor de blessuregevoelige Zlatan Ljubijankič. In het begin van zijn eerste seizoen viel hij slechts sporadisch in.
Het duurde enkele wedstrijden voor Coulibaly aan scoren toekwam, maar uiteindelijk maakte hij dat seizoen toch elf goals, waarmee hij de Gentse topschutter werd, en de club aan de vicekampioenstitel hielp. In datzelfde jaar won hij met Gent ook de Beker van België. In de bekerfinale, tegen Cercle Brugge, scoorde Coulibaly het openingsdoelpunt. Zijn tweede en derde seizoen bij Gent verliepen wat minder vlot, hij kreeg vaak kritiek voor zijn harde speelstijl, op het randje af, en verloor zijn basisplaats aan Shlomi Arbeitman. Zijn contract bij Gent werd niet verlengd.

### Beerschot AC
Bij Beerschot had Coulibaly opnieuw een basisplaats veroverd, tot hij er op 23 oktober 2012 werd ontslagen, na een incident na een competitiewedstrijd tegen KRC Genk. Later in het seizoen belandde hij opnieuw bij Gent, waar hij een contract ondertekende tot medio 2014.

### KV Kortrijk
Eind augustus 2013 keerde Coulibaly, op huurbasis, terug naar KV Kortrijk, de club waar hij doorbrak op het hoogste niveau.
Hij scoorde er tien keer in de reguliere competitie.

### KV Oostende
Eind maart 2014 ondertekende Coulibaly een contract voor twee seizoenen bij KV Oostende.

## Clubstatistieken
| seizoen | club               | land        | competitie             | wed.        | goals       |
| ------- | ------------------ | ----------- | ---------------------- | ----------- | ----------- |
| 2005/06 | KMSK Deinze        | België      | Tweede Klasse          | 6           | 4           |
| 2006/07 | KMSK Deinze        | België      | Tweede Klasse          | 30          | 11          |
| 2007/08 | KV Kortrijk        | België      | Tweede Klasse          | 27          | 5           |
| 2008/09 | KV Kortrijk        | België      | Eerste Klasse          | 30          | 11          |
| 2009/10 | KAA Gent           | België      | Eerste Klasse          | 26          | 11          |
| 2010/11 | KAA Gent           | België      | Eerste Klasse          | 32          | 10          |
| 2011/12 | KAA Gent           | België      | Eerste Klasse          | 32          | 7           |
| 2012/13 | Beerschot AC       | België      | Eerste Klasse          | 11          | 3           |
| 2012/13 | KAA Gent           | België      | Eerste Klasse          | 8           | 2           |
| 2013/14 | → KV Kortrijk      | België      | Eerste Klasse          | 24          | 10          |
| 2014/15 | KV Oostende        | België      | Eerste Klasse          | 33          | 7           |
| 2015/16 | KV Oostende        | België      | Eerste Klasse          | 1           | 0           |
| 2015/16 | Moeskroen-Péruwelz | België      | Eerste Klasse          | 9           | 1           |
| 2016/17 | Zonder club        | Zonder club | Zonder club            | Zonder club | Zonder club |
| 2016/17 | KVK Westhoek       | België      | Tweede Klasse Amateurs | 8           | 2           |
| 2017/18 | KSV Oudenaarde     | België      | Eerste Klasse Amateurs | 28          | 9           |
| 2018/19 | Torhout 1992 KM    | België      | Derde Klasse Amateurs  | 12          | 5           |
| Totaal  | Totaal             | Totaal      | Totaal                 | 317         | 98          |

## Trainerscarrière
In 2019 ging Coulibaly aan de slag als spitsentrainer bij de beloften van zijn ex-club KAA Gent. In de zomer van 2020 werd hij de assistent van Manu Ferrera bij de Gentse beloften. Na het seizoen 2020/21 kwam Emilio Ferrera zijn broer Manu vervangen als hoofdtrainer van de Gentse beloften, die in het seizoen 2022/23 hun intrede maakten in Eerste nationale.
In juni 2023 werd Coulibaly aangesteld als hoofdtrainer van Racing Club Gent.